# Богатиха
Богатиха — деревня в Барабинском районе Новосибирской области. Входит в состав Новониколаевского сельсовета.

## География
Площадь деревни — 849 гектар

## История
Основана в 1828 г. 

## Население
| 2002 | 2007 | 2010 |
| ---- | ---- | ---- |
| 299  | ↘271 | ↘228 |

## Инфраструктура
В деревне по данным на 2007 год функционируют 1 учреждение здравоохранения, 1 образовательное учреждение.